# Chloris pilosa
Chloris pilosa är en gräsart som beskrevs av Heinrich Christian Friedrich Schumacher och Peter Thonning. Chloris pilosa ingår i släktet kvastgrässläktet, och familjen gräs. Inga underarter finns listade i Catalogue of Life.